# Taking Chance
Taking Chance (España: El regreso de un soldado; Hispanoamérica: Regresando a casa) es un telefilme dramático estrenado el 21 de febrero de 2009 en Estados Unidos emitido por HBO y el 30 de mayo de 2010 en España. Protagonizada por Kevin Bacon, fue dirigida y escrita por Ross Katz.

## Argumento
Basada en la historia real contada en el libro de su autoría por Mike Strobl (Kevin Bacon); quien al momento de los hechos era un teniente coronel que llevaba desde los 17 años sirviendo en el Cuerpo de Infantería de Marina de los Estados Unidos. Se tendrá que enfrentar a uno de los momentos más tristes de su trayectoria al ofrecerse voluntario para trasladar el cadáver de un joven marine caído en combate en Irak, que erróneamente asume es originario de su mismo pueblo.
El teniente coronel será instruido en los detalles del protocolo que tienen las fuerzas armadas de Estados Unidos para estos casos, un protocolo referido sobre todo a los honores que se le deben hacer al difunto en todas las etapas del trayecto. La historia transcurre desde el aviso a los familiares, pasando por la cuidadosa preparación del difunto y su uniforme, la puesta en el ataúd, así como el traslado hasta su lugar de origen, la reunión con los deudos y el funeral. Cuando el teniente coronel va completando su misión con la entrega de los restos a los familiares, se van desvelando los motivos por los cuales se ha ofrecido como escolta.

## Recepción crítica
Según la página de Internet Rotten Tomatoes obtuvo un 50% de comentarios positivos, basado en sólo seis críticas de prensa especializada. Por otro lado según la página de Internet Metacritic obtuvo críticas positivas, con un 78%, basado en 16 comentarios de los cuales 12 son positivos. Destacar el comentario del crítico cinematográfico Robert Bianco:

"Un pequeño telefilme, casi perfectamente realizado, "Taking Chance" es precisamente el tipo de película que la televisión debería producir."
Robert Bianco.

## Premios
Globos de Oro
| Año  | Categoría                       | Persona                     | Resultado |
| ---- | ------------------------------- | --------------------------- | --------- |
| 2010 | Mejor miniserie o telefilme     | Mejor miniserie o telefilme | Candidata |
| 2010 | Mejor actor Serie de Televisión | Kevin Bacon                 | Ganador   |

Emmy
| Año  | Categoría                                        | Persona         | Resultado |
| ---- | ------------------------------------------------ | --------------- | --------- |
| 2009 | Mejor telefilme                                  | Mejor telefilme | Candidata |
| 2009 | Mejor actor miniserie o telefilme                | Kevin Bacon     | Candidato |
| 2009 | Mejor director de miniserie o telefilm dramático | Ross Katz       | Candidato |

Premios del Sindicato de Actores
| Año  | Categoría                                                                            | Persona     | Resultado |
| ---- | ------------------------------------------------------------------------------------ | ----------- | --------- |
| 2010 | Premio del Sindicato de Actores al mejor actor de televisión - Miniserie o telefilme | Kevin Bacon | Ganador   |

Asimismo el telefilme fue presentado en el Festival de Cine de Sundance, donde fue candidata al gran premio del jurado. Además recibió otras siete candidaturas a los Premios Emmy, siendo aquí presentadas solo las más importantes.

## Localizaciones
Taking Chance se rodó en diversas localizaciones de Estados Unidos, destacando diferentes poblaciones de los estados de Montana y Nueva Jersey, asicomo el Aeropuerto Internacional Libertad de Newark.

## DVD
Taking Chance salió a la venta el 12 de mayo de 2009 en Estados Unidos, en formato DVD. El disco contiene menús interactivos, acceso directo a escenas y subtítulos en múltiples idiomas. En Hispanoamérica y Australia salió a la venta el 23 de septiembre de 2009, en formato DVD. El disco contiene menús interactivos, acceso directo a escenas, subtítulos en múltiples idiomas, una escena eliminada, entrevistas y dos documentales: "del guion a la pantalla" y "testigos".